# Hervé Arcade
Hervé Arcade (né le 10 avril 1978 en Martinique) est un coureur cycliste et directeur sportif français. Évoluant au sein du club amateur Vendée U-Pays de la Loire en 2004 et 2006, il y devient ensuite directeur sportif avant de repartir en Martinique au sein de l'équipe Madinina Bikers, où il est à la fois directeur sportif, entraîneur et coureur.

## Biographie
Fin 2024, il devient CTS de la fédération tahitienne de cyclisme en remplacement de Taruia Krainer.

## Palmarès et résultats

### Palmarès par année
- 1999
  - 2e du Circuit Rance Émeraude
- 2001
  - Trophée de la Caraïbe
  - 3e étape du Tour de Martinique
- 2002
  - Prologue du Trophée de la Caraïbe
  - 1re et 7ea étapes du Tour de Martinique
  - 1re étape du Tour de La Réunion
- 2003
  - Prologue du Tour de Martinique
  - Tour de Guyane
- 2004
  - Tour de Martinique :
    - Classement général
    - 7ea étape

  - 2eb étape du Tour de Guyane (contre-la-montre)
- 2005
  -  Champion de la Caraïbe sur route
  - 1re étape du Tour de Martinique
  - 4e étape du Tour de Guadeloupe
  - 2e étape du Trophée de la Caraïbe
  - 2e du Trophée de la Caraïbe
- 2006
  - Champion de Martinique sur route
  - Prologue et 7ea étape du Tour de Martinique
  - 2eb étape du Tour de Guyane (contre-la-montre)
  -  Médaillé de bronze du championnat de la Caraïbe sur route
- 2012
  - Champion de Martinique sur route
  - 3eb étape du Trophée de la Caraïbe
  - 2ea étape du Tour de Martinique
- 2013
  - 3ea étape du Trophée de la Caraïbe
  - 2eb étape du Tour de Martinique (contre-la-montre)
- 2015
  - 2eb étape du Tour de Martinique
  - 5e étape du Tour de Guyane
  - 3e du Trophée de la Caraïbe
- 2016
  - Champion de Martinique du contre-la-montre[2]
  - 3e du Tour de Guyane
- 2018
  - 2e du Trophée de la Caraïbe

### Classements mondiaux
| Année           | 2005 |
| --------------- | ---- |
| UCI Europe Tour | 495e |